# Nuglerus maculatus
Nuglerus maculatus is een insect uit de familie van de mierenleeuwen (Myrmeleontidae), die tot de orde netvleugeligen (Neuroptera) behoort. 
Nuglerus maculatus is voor het eerst wetenschappelijk beschreven door Navás in 1915.